# Pál Joensen
Pour les articles homonymes, voir Joensen.
Pál Joensen, né le 10 décembre 1990 à Vágur aux Îles Féroé, est un nageur féroïen. Il pratique le 400 m, le 800 m et le 1 500 m nage libre.

## Biographie
Pál Joensen est licencié au club de Susvim. Son entraîneur est Jón Bjarnason. Les Îles Féroé ne disposant pas de piscines grand bassin, il ne peut s'entraîner qu'en petit bassin. 
Il termine 9e en 16 min 11 s 91 de la finale du 1 500 m lors des Championnats d'Europe juniors de natation 2007 à Anvers. Puis lors des Championnats d'Europe juniors de natation en 2008, il remporte trois médailles d'or : sur 400 m nage libre (3 min 51 s 44), 800 m nage libre (7 min 56 s 90), 1 500 m nage libre (15 min 18 s 37).
Un an plus tard, lors des Championnats du monde de natation 2009, il ne parvient pas à se qualifier pour les finales des 400 m, 800 m et 1 500 m nage libre. 
Lors des Championnats d'Europe de natation 2010, il s'empare de la médaille d'argent du 1 500 m nage libre en terminant deuxième derrière le Français Sébastien Rouault. 
Lors des Championnats d'Europe 2014, il prend de nouveau la médaille d'argent sur le 1 500 m nage libre.

## Palmarès

### Championnats du monde

#### En petit bassin
- Championnats du monde 2012 à Istanbul (Turquie) :
  -  Médaille de bronze du 1 500 mètres nage libre[n 1],[n 2].

### Championnats d'Europe

#### En grand bassin
- Championnats d'Europe 2010 à Budapest (Hongrie) :
  -  Médaille d'argent du 1 500 m nage libre

- Championnats d'Europe 2014 à Berlin (Allemagne) :
  -  Médaille d'argent du 1 500 m nage libre
  -  Médaille d'argent du 800 m nage libre

#### En petit bassin
- Championnats d'Europe 2013 à Herning (Danemark) :
  -  Médaille d'argent du 1 500 m nage libre

### Championnats d'Europe juniors
- Championnats d'Europe juniors 2008 à Belgrade (Serbie) :
  -  Médaille d'or du 400 m nage libre
  -  Médaille d'or du 800 m nage libre
  -  Médaille d'or du 1 500 m nage libre